# Kosovo aux Jeux olympiques d'hiver de 2022
Le Kosovo participe aux Jeux olympiques d'hiver de 2022 à Pékin en Chine du 9 au 20 février 2022. Il s'agit de sa deuxième participation à des Jeux d'hiver.
La délégation compte deux skieurs alpins, un homme et une femme, qui seront porte-drapeau de la cérémonie d'ouverture.

## Résultats en ski alpin
Deux quotas ont été attribués au comité au terme de la saison 2021-2022 :
- chez les hommes, ce seront les deuxièmes olympiades pour Albin Tahiri ;
- chez les femmes, Kiana Kryeziu participe au slalom avec des ambitions plus modestes[3].

| Athlète      | Épreuve      | 1re manche    | 1re manche  | 2e manche     | 2e manche   | Total         | Total |
| Athlète      | Épreuve      | Temps         | Rang        | Temps         | Rang        | Temps         | Rang  |
| ------------ | ------------ | ------------- | ----------- | ------------- | ----------- | ------------- | ----- |
| Albin Tahiri | Slalom       | 1 min 4 s 01  | 44e         | 58 s 93       | 36e         | 2 min 2 s 94  | 37e   |
| Albin Tahiri | Slalom géant | 1 min 13 s 42 | 37e         | 1 min 16 s 43 | 29e         | 2 min 29 s 85 | 30e   |
| Albin Tahiri | Descente     | Non disputé   | Non disputé | Non disputé   | Non disputé | 1 min 52 s 44 | 35e   |
| Albin Tahiri | Combiné      | 1 min 52 s 44 | 22e         | 55 s 85       | 15e         | 2 min 48 s 29 | 15e   |

| Athlète       | Épreuve      | 1re manche    | 1re manche | 2e manche     | 2e manche | Finale        | Finale |
| Athlète       | Épreuve      | Temps         | Rang       | Temps         | Rang      | Temps         | Rang   |
| ------------- | ------------ | ------------- | ---------- | ------------- | --------- | ------------- | ------ |
| Kiana Kryeziu | Slalom géant | 1 min 18 s 78 | 59e        | 1 min 23 s 41 | 49e       | 2 min 42 s 19 | 49e    |